# Подлесный сельсовет (Оренбургская область)
Подлесный сельсовет — сельское поселение в Грачёвском районе Оренбургской области Российской Федерации.
Административный центр — посёлок Подлесный.

## История
9 марта 2005 года в соответствии с законом Оренбургской области № 1897/325-III-ОЗ образовано сельское поселение Подлесный сельсовет, установлены границы муниципального образования.

## Население
| 2010 | 2012 | 2013 | 2014 | 2015 | 2016 | 2017 |
| ---- | ---- | ---- | ---- | ---- | ---- | ---- |
| 352  | ↘330 | ↘324 | ↘300 | ↘280 | ↘271 | ↘252 |
| 2018 | 2019 | 2020 | 2021 |      |      |      |
| →252 | ↘240 | ↗241 | ↘234 |      |      |      |

## Состав сельского поселения
| № | Населённый пункт | Тип населённого пункта          | Население |
| - | ---------------- | ------------------------------- | --------- |
| 1 | Бабинцево        | посёлок                         | 41        |
| 2 | Подлесный        | посёлок, административный центр | 248       |
| 3 | Усакла           | посёлок                         | 63        |